# Teaser-site
Um teaser-site é um website que tem por objetivo atiçar a curiosidade do internauta para o conteúdo do mesmo, que costuma ser ambíguo ou pouco/nada explicativo.
Normalmente, a finalidade de um teaser-site é a de fazer com que o maior número de pessoas esteja atenta a um determinado produto (ou assunto, serviço, etc). Assim, quando o teaser-site for substituído por um site contendo as informações definitivas sobre o produto, as pessoas já estarão esperando por isto.